# Mekenna Melvin
Mekenna Melvin est une actrice et scénariste américaine, née le 23 janvier 1985 à Saratoga (Californie).
Elle est notamment connue pour son rôle de Alex McHugh dans la série télévisée Chuck.

## Biographie
Melvin est née et a grandi à Saratoga, en Californie. C'est très jeune, qu'elle s'est intéressée au métier d'acteur en se rendant souvent dans un théâtre local avec sa mère, directrice du théâtre. Elle fait sa première apparition comme actrice dans la pièce You're a Good Man, Charlie Brown, à l'âge de 5 ans .
Elle a suivi des études et est diplômée de l'école Independence High School (en) à San José, en Californie. Elle a par la suite suivi une formation professionnelle d'actrice à l'American Academy of Dramatic Arts à New York, et au British American Drama Academy à Oxford, en Angleterre. Lors de ses formations professionnelles en tant qu'actrice, elle a également eu des cours de danse, chant et a aussi suivi un entraînement d'art martial, au premier niveau, au taekwondo.
Après ses études, elle a déménagé à Los Angeles pour commencer sa carrière d'actrice.

### Carrière
En 2009, Mekenna obtient son premier rôle dans la série télévisée, Lie to Me. À la suite de cette expérience, elle fait quelques apparitions le temps d'un épisode dans Three Rivers et Detroit 1-8-7.
En 2010, elle obtient un rôle dans la série Chuck, lors de la troisième saison de la série. Par la suite, ce rôle devient récurrent lors de la quatrième saison.
Toujours la même année, elle est choisie comme actrice et intègre l'équipe de scénariste pour le film indépendant Amber Lake.
En 2011, lors d'une interview, elle confirme son retour dans Chuck, pour la cinquième et dernière saison de la série.

## Filmographie

### Cinéma

#### Longs métrages
- 2008 : Dear Me de Michael Feifer : Bety, la brunette
- 2011 : Amber Lake de Joe Robert Cole : Amber Hannold
- 2015 : Mr. Intangibles de Ben Bolea : Angie
- 2018 : The Bad Guys de Carlos Rincones : Annie[1]

#### Courts métrages
- 2008 : MeterMan de Brett Fallentine : Vanessa
- 2008 : The Last Page de Kevin Acevedo : Lily
- 2008 : The Coast de Bryan Nest : Kate
- 2010 : The Fighting Kind de Nils Taylor : Madison
- 2010 : Melting the Snowman d'Ora Yashar : Caroline Jamieson
- 2012 : Buds de Matthew A. Del Ruth : Amber
- 2013 : Objects in the Rearview d'Adam Bagger : Elissa
- 2013 : The Cartridge Family de William Rot : Lydia Bunce (court métrage d'animation[1] - voix originale)
- 2014 : Sex with the Brontes de Nora Gruber et Kate Hackett : Charlotte Bronte

### Télévision

#### Téléfilms
- 2008 : America's Next Top Zombie Idol de Blair Butler : Mary Beth
- 2013 : Voleuse d'enfant (The Nightmare Nanny) de Michael Feifer : Amber
- 2015 : Une vie secrète (His Secret Family) de Michael Feifer : Lauren
- 2017 : Amour et Manipulation (A Woman Deceived) de Michael Feifer : Monica

#### Séries télévisées
- 2009 : Lie to Me : Stefanie Fife (saison 1, épisode 3)
- 2009 : Three Rivers : Angela (saison 1, épisode 4)
- 2010 : Detroit 1-8-7 : Karla Lawford / Karla Lutz (saison 1, épisode 6)
- 2010-2012 : Chuck : Alex McHugh (24 épisodes)
- 2012 : Vegas : Holly (saison 1, épisode 6)
- 2013 : Castle : Talia McTeague (saison 5, épisode 24)
- 2013 : Grey's Anatomy : Katie, la baby-sitter d'Ella (saison 10, épisode 10)
- 2015 : Les Experts : Nora Waters (saison 15, épisode 14)
- 2016-2017 : Relationship Status : Rachel (4 épisodes)
- 2016 : Once Upon a Time : Clorinda de Trémaine (saison 6, épisode 3)
- 2017 : Threadbare : Hannah (saison 1, épisode 3)

#### Émissions
- 2011 : The Morning After : elle-même (1 épisode)

### Comme scénariste
- 2011 : Amber Lake[1]
- 2012 : The Family Actor - également réalisatrice et productrice exécutive

## Voix françaises
En France
- Cécile Nodie[8],[9],[10] dans :
  - Chuck (série télévisée)
  - Grey's Anatomy (série télévisée)
  - Une vie secrète (téléfilm)
  - Once Upon a Time (série télévisée)

et aussi
- Léa Gabrièle dans Lie to Me[8],[11] (série télévisée)
- Sandra Valentin dans Three Rivers[8] (série télévisée)
- Jessica Monceau dans Castle[8] (série télévisée)
- Pauline Guimard dans Voleuse d'enfant[8] (téléfilm)
- Caroline Victoria dans Les Experts[8] (série télévisée)
- Laëtitia Lefebvre dans Amour et Manipulation[8] (téléfilm)